# Сулутал
Сулута́л (каз. Сұлутал) — село у складі Аксуатського району Абайської області Казахстану. Входить до складу Сатпаєвського сільського округу.
Населення — 82 особи (2021; 126 у 2009, 191 у 1999, 302 у 1989).
Національний склад станом на 1989 рік:
- казахи — 100 %